# Lorena Irene Berdula
Lorena Irene Berdula (7 de febrero de 1973, La Plata, Buenos Aires, Argentina) es una entrenadora de fútbol femenino. Recibida en 1998, está considerada la primera directora técnica de fútbol de Argentina.

## Trayectoria
Comenzó a dirigir en el equipo de fútbol femenino del Club Estudiantes de La Plata, donde fue fundadora de la primera escuela de esta disciplina y de su representativo de Primera División junto a Daniel Antonio Córdoba, en 1997.
Una vez recibida en la «Escuela Adolfo Pedernera» de La Plata, fue la primera entrenadora del país en dirigir en un torneo oficial de la Asociación del Fútbol Argentino, junto a Mary Acevedo, de La Pampa, en 1998.
Como profesora de Educación Física, Berdula se convirtió en una destacada impulsora de la inclusión de género y la igualdad de derechos en el deporte, siendo profesora en seminarios de fútbol con perspectivas de géneros, desde 2003. Fue, a su vez, la primera entrenadora de la Selección Femenina de Fútbol de la Universidad Nacional de La Plata, en 2013, y trabajó en distintas dependencias provinciales y municipales de esta disciplina, a cargo, entre 2010 y 2019, de la Escuela de Fútbol Municipal de Berisso.
También ejerce la docencia y es investigadora del deporte y el fútbol femenino en la UNLP. Como ponente y conferencista de diversos eventos académicos a nivel nacional e internacional, fue organizadora del Primer Congreso de Directoras Técnicas Argentinas, celebrado en 2019.